# أييوس بانتيليمون (فلورينا)
أييوس بانتيليمون (Άγιος Παντελεήμων) هي مدينة في فلورينا في مقاطعة فوريا إلادا في اليونان.
يبلغ عدد سكانها حوالي 1151   نسمة.